# Extasy Records
Extasy Records es una discográfica japonesa creada a finales de los ochenta por Yoshiki Hayashi, fundador de la banda de metal, X Japan. La discográfica fue financiada en un principio gracias al dinero que la había dado su madre al vender el negocio familiar. En sus primeros años solían firmar con bandas agresivas sólo de Japón, pero luego se expandió hasta Estados Unidos donde no obtuvo mucho éxito, aun así sigue con buen pie hoy en día en Japón.

## Artistas
Todos los artistas han estado en un momento bajo el sello.

### Extasy Records
- Acid Bell
- Brain Drive
- Breath
- Deep
- EX-ANS
- Gilles de Rais
- Glay
- The Hate Honey
- Hypermania
- La Vie En Rose
- Ladies Room
- Luna Sea
- P2H
- Poison/Poison Arts
- Sweet Death/Media Youth
- Screaming Mad George & Psychosis
- Tokyo Yankees
- Virus
- X Japan
- Youthquake
- Zi:Kill
- The Zolge

### Extasy Japan
- Beast
- Revenus
- Shiro
- Shizuka Kudō

### Extasy International
- Abandoned Pools/Tommy Walter
- Dashuru Aja
- Kidneythieves
- Laura Dawn
- Red Delicious
- Sub-Bionic
- Violet UK